# Jüri Jaakson
Jüri Jaakson (Karula, 16 gennaio 1870 – Sos'va, 20 aprile 1942) è stato un politico e manager estone.
Fu il sesto Anziano Capo di Stato dell'Estonia dal 16 dicembre 1924 al 15 dicembre 1925.

## Biografia
Jaakson studiò nella Scuola superiore privata H. Treffner e successivamente proseguì gli studi universitari di Giurisprudenza presso l'Università di Tartu dal 1892 al 1896. Conseguì un diploma di primo grado. Nel periodo tra il 1897 ed il 1914 lavorò come avvocato dapprima a Viljandi, e poi a Riga. Tra il 1915 ed il 1919, Jaakson fu un membro del Consiglio della Banca di Tallinn (Tallinna Linnapank).

### La carriera
Jaakson fu un membro ed assistente del Presidente della Assemblea provinciale estone (Maapäev) tra il 1917 e il 1918. Nel 1918 divenne Commissario Generale del governo costituente estone per traghettare la nazione estone all'indipendenza dopo il vuoto di potere lasciato dalla breve occupazione tedesca alla fine della prima guerra mondiale e prima che i sovietici tentassero di riappropriarsi dei territori estoni perduti scatenando una feroce rappresaglia, innescando la guerra d'indipendenza estone.
Durante il 1918 - 1920 egli lavorò come Ministro della Giustizia del Governo provvisorio e del seguente governo della Repubblica d'Estonia. Tra il 1920 - 1932 Jaakson fece parte del Riigikogu dal I al IV.
Jaakson fu il sesto Anziano Capo di Stato dal dicembre 1924 al dicembre 1925. Tra il 1926 e il 1940 egli operò come Presidente della Banca d'Estonia e fu un membro del Consiglio Economico estone. Inoltre Jaakson fu membro della Camera nazionale estone (il Riiginõukogu, la seconda camera del Riigikogu istituita tra il 1938 e il 1940).
Jaakson fu fondatore di svariate banche e partecipò attivamente in numerose organizzazioni come la Società Centrale dei Contadini del Nord Estonia, e il Consiglio dell' Unione economica di Tallinn

### La condanna a morte del NKVD sovietico
Con l'avvento dell'occupazione sovietica del 1940, Jaakson venne imprigionato dal NKVD il 14 giugno 1941. Deportato in Unione Sovietica fu infine condannato a morte. La sentenza di morte venne eseguita l'anno seguente (1942) dai sovietici a Sosva, una cittadina nell'Oblast' di Sverdlovsk, (in Siberia).

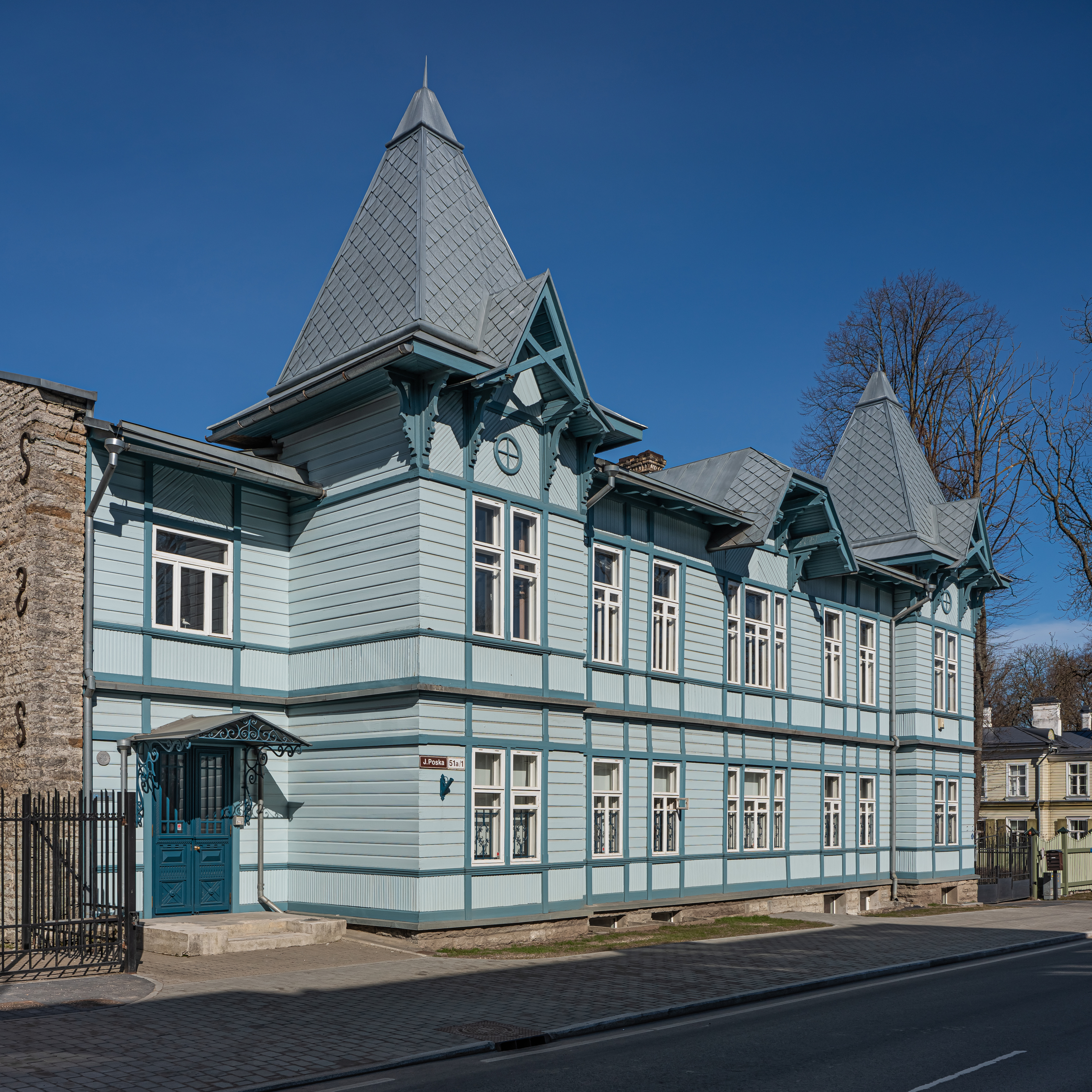
Questa casa a Kadriorg, parco di Tallinn, dal 1920 al 1930 fu l'abitazione di Jüri Jaakson.

## Onorificenze
1920 - Croce della Libertà III/I

1930 - Ordine della Croce dell'Aquila I